# Syzeuxis heteromeces
Syzeuxis heteromeces là một loài bướm đêm trong họ Geometridae.